# Gasthof Zum goldenen Hirsch

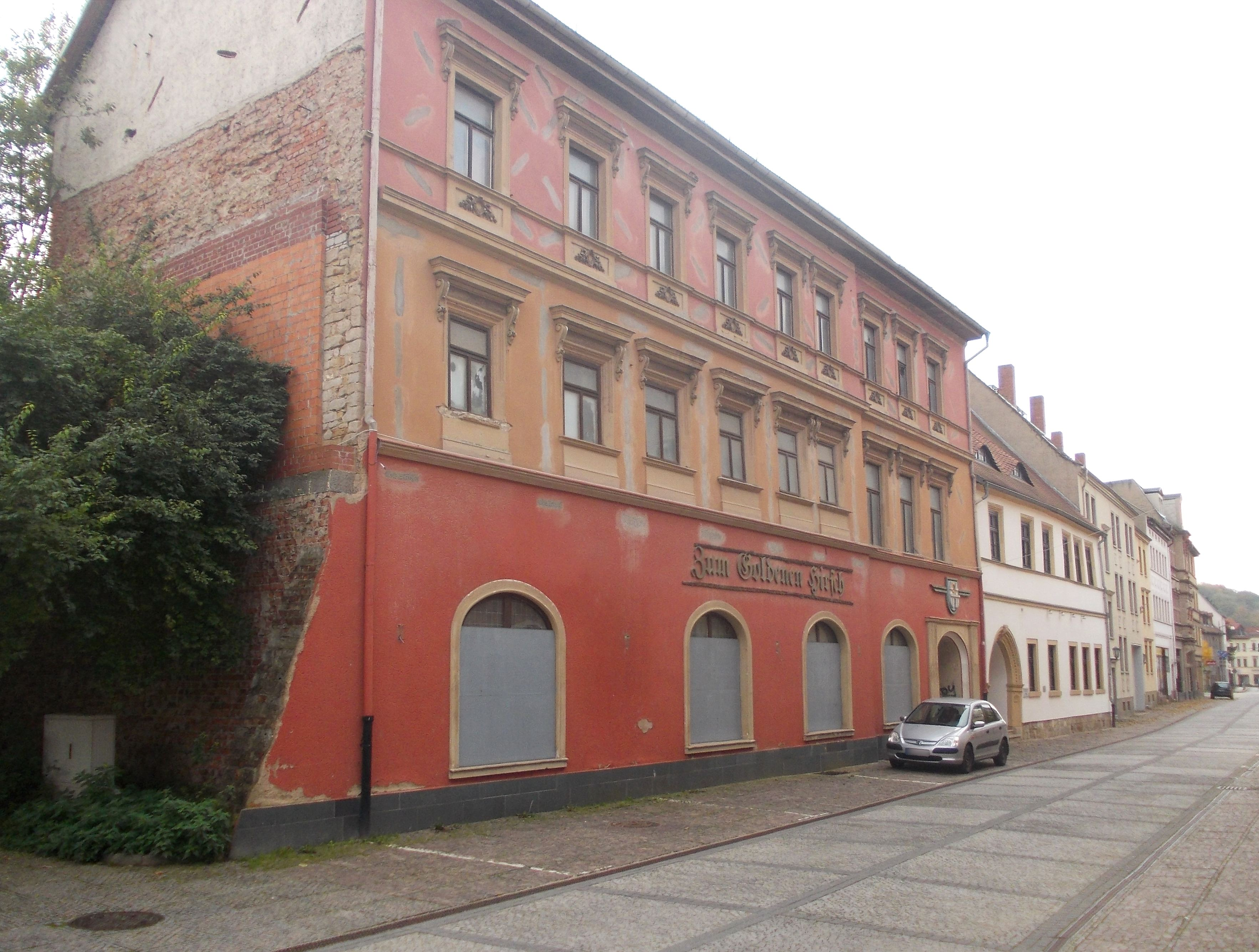
Ehemaliger Gasthof Zum goldenen Hirsch

Der Gasthof Zum goldenen Hirsch ist ein denkmalgeschütztes Gebäude in der Stadt Weißenfels in Sachsen-Anhalt. Im örtlichen Denkmalverzeichnis ist das Gebäude unter der Erfassungsnummer 094 08943 als Baudenkmal verzeichnet.
Bei dem Gebäude mit der Adresse Nikolaistraße 10 in Weißenfels handelt es sich um einen ehemaligen Gasthof. Die erste Erwähnung des Gebäudes war durch einen Eigentümerwechsel im Jahr 1568, damals noch als Gasthof Zum güldenen Creutze. Die Umbenennung Zum goldenen Hirsch fand im Jahr 1712 statt. Die Stadthalle von Weißenfels und das Haus der Werktätigen befanden sich bis 1985 in dem Gebäude. Danach wurde es wieder bis 1995 als Gasthof unter dem Namen Zum goldenen Hirsch genutzt, seitdem steht das Gebäude leer und verfällt immer mehr.
Das Gebäude entstand während der Mitte des 16. Jahrhunderts als zwei voneinander getrennte Wohnhäuser. Dies ist an der Anzahl der Achsen in den Gebäudeteilen erkennbar. Während der östliche Gebäudeteil über sechs Achsen verfügt, sind es beim westlichen drei Achsen. Während des Umbaus zum Gasthof wurden die beiden Gebäude vereint, um im Erdgeschoss mehr Platz für die Gaststube zu schaffen.